# هان هه رین
هان هه رین (کره‌ای: 한혜린؛ زادهٔ ۶ نوامبر ۱۹۸۸) هنرپیشه اهل کره جنوبی است.